# 襄城公主 (唐朝)
襄城公主（7世纪？—651年），中国唐朝唐太宗李世民長女，下嫁凌烟阁二十四功臣之一萧瑀的儿子蕭銳。
公主个性孝顺友爱，行为符合礼法，太宗屡次下诏给其他公主要以长姐襄城公主为榜样。依例，公主嫁后不能住在夫家，而要新建公主府，襄城公主却推辞：“儿媳对待公婆应该像对待父母一样，早晚侍奉在身边，如果不住一起，那么晨昏定省的礼节就会缺失。”于是，只是整修了一下开化坊的萧瑀府，门列双戟以符合公主府的标准。
永徽二年（651年），萧锐在恒州刺史任上，同年，襄城公主在恒州去世，唐高宗命所有命妇都在朝堂上哀悼，又派工部侍郎丘行淹专门去吊祭，并赐陪葬昭陵。灵柩经过长安故城之西，唐高宗登楼送葬，望灵大哭，萧锐死后，与襄城公主合葬。

## 传记资料
- 《新唐書》卷八十三·列传第八·公主传